# Símil bahión
«Símil bahión» es un tema instrumental compuesto por el músico argentino Luis Alberto Spinetta que se encuentra en el quinto track de su quinto álbum solista, Mondo di cromo de 1983. El tema está interpretado por Spinetta en guitarra y bajo, y Pomo Lorenzo en batería.

## El tema
«Símil bahión» es uno de los temas destacados del álbum Mondo di cromo. Sostenido por un largo fraseo de la guitarra eléctrica, se trata de un tema inspirado en el baião, ritmo del nordeste brasilero, de donde viene su nombre, una derivación de Bahía. Spinetta prestaba mucha atención a la música popular brasilera, como evidenciaría al año siguiente al participar del primer recital realizado en Argentina por el notable músico brasilero Ivan Lins, junto con León Gieco y Pedro Aznar, donde el Flaco cantó  la canción "Saliendo de mí", de Lins. El recital fue registrado en un LP titulado Encuentro, lanzado ese mismo año. Participan Spinetta (bajo y guitarra) y Pomo (batería y percusión). 